# Svenska kulturfonden
Svenska kulturfonden är en finländsk organisation avsedd att "stöda den svenska kulturen och utbildningen, det svenska språket och finlandssvensk verksamhet" i Finland. Kulturfonden bildades 1908 på initiativ av Svenska folkpartiets centralstyrelse. Grundplåten lades genom såväl insamling av medel bland landets hela svenskspråkiga befolkning som genom flera personers större enskilda donationer. Svenska kulturfonden ägs av Svenska litteratursällskapet i Finland. 
Den avkastning som Svenska Litteratursällskapet ställde till Kulturfondens förfogande 2008 var 38 miljoner euro. Av det stöd som Kulturfonden beviljat går cirka fyrtio procent till konst och kultur, tjugo procent till utbildning och fyrtio procent till allmän finlandssvensk verksamhet. 
Den årliga ansökningsomgången infaller i november och utdelningen sker följande vår. Därutöver finns ett flertal stipendier och understöd, vilka kan sökas när som helst, till exempel ungdomsstipendier, kultur i skolan, resestipendier med mera.

## Stora kulturpriset
- 1997 – Kenneth Kvarnström
- 1998 – Ulla-Lena Lundberg
- 1999 – Carolus Enckell
- 2000 – Torbjörn Kevin
- 2001 – Monica Groop
- 2001 – Gunnel och Eric Adlercreutz (specialpris i arkitektur)
- 2002 – Harry Järv
- 2003 – Leif Segerstam
- 2004 – Kjell Westö
- 2005 – Kristin Olsoni
- 2006 – Pehr Henrik Nordgren
- 2007 – Klaus Härö
- 2008 – Karin Widnäs, keramiker
- 2009 – Lars Sund
- 2010 – Stina Ekblad
- 2011 – John Storgårds
- 2012 – Caj Bremer
- 2013 – Camilla Nylund
- 2014 – Ulrika Bengts
- 2015 – Claes Andersson
- 2016 – Märta Tikkanen
- 2017 – Maria Turtschaninoff
- 2018 – Susanne Gottberg
- 2019 – Sebastian Fagerlund
- 2020 – Jakob Höglund
- 2021 – Christoffer Sundqvist, klarinettist
- 2022 – Natasha Lommi, danskonstnär
- 2023 – Kjell Åke Gustafsson, gallerist
- 2024 – Markus Fagerudd, kompositör
- 2025 – Anna-Lena Laurén, författare och journalist